# Quercus franchetii
Quercus franchetii Skan – gatunek roślin z rodziny bukowatych (Fagaceae Dumort.). Występuje naturalnie w północnej Tajlandii oraz południowych Chinach (w Syczuanie oraz środkowej i południowej części Junnanu). 

## Morfologia

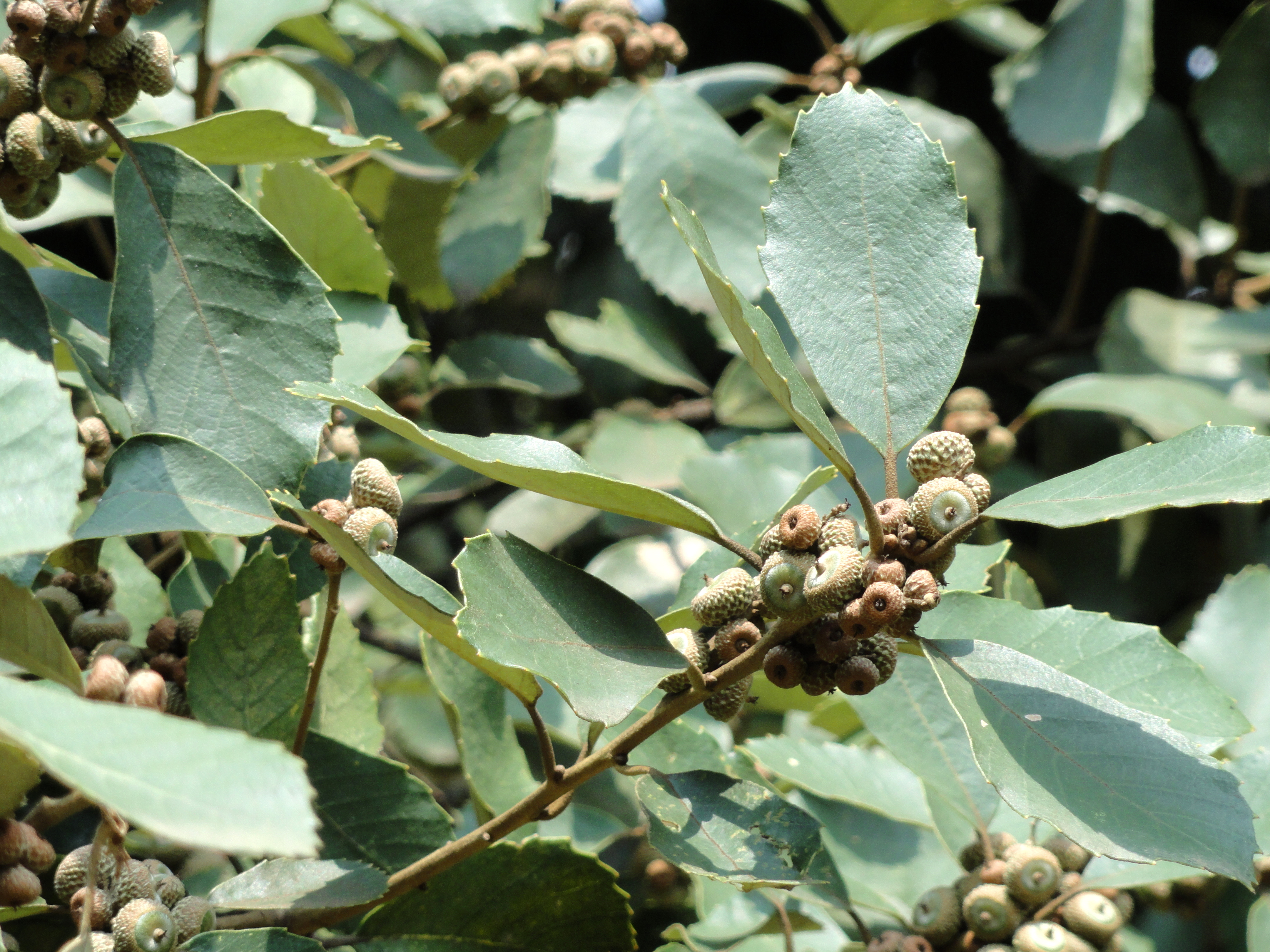
Żołędzie i liście

PokrójZimozielone drzewo dorastające do 15 m wysokości.
LiścieBlaszka liściowa jest nieco skórzasta i ma kształt od odwrotnie jajowatego do eliptycznego. Mierzy 5–12 cm długości oraz 2,5–6 cm szerokości, jest całobrzega lub piłkowana przy wierzchołku, ma nasadę od zaokrąglonej do klinowej i wierzchołek od tępego do spiczastego. Ogonek liściowy jest omszony i ma 10–20 mm długości.
OwoceOrzechy zwane żołędziami o niemal kulistym kształcie, dorastają do 11–13 mm długości i 9–13 mm średnicy. Osadzone są pojedynczo w miseczkach w kształcie kubka lub talerza, które mierzą 7–12 mm długości i 10–14 mm średnicy. Orzechy otulone są w miseczkach do 35–50% ich długości.

## Biologia i ekologia
Rośnie w lasach mieszanych. Występuje na wysokości od 800 do 2600 m n.p.m. Kwitnie od lutego do marca, natomiast owoce dojrzewają we wrześniu.